# Protidricerus palliventralis
Protidricerus palliventralis är en insektsart som beskrevs av C.-k. Yang 1999. Protidricerus palliventralis ingår i släktet Protidricerus och familjen fjärilsländor. Inga underarter finns listade i Catalogue of Life.